# 交響曲第2番 (ティペット)
交響曲第2番は、マイケル・ティペットが1956年から1957年にかけて作曲した交響曲である。初演は1958年2月エイドリアン・ボールト指揮によって行われた。

## 楽器編成
フルート2（2奏者はピッコロ持ち替え）、オーボエ2、クラリネット2、ファゴット2、コントラファゴット、ホルン4、トランペット2（C調）、トロンボーン3、チューバ、ティンパニ、小太鼓、シンバル、大太鼓、ピアノ、チェレスタ、ハープ、弦五部、

## 演奏時間
約35分。

## 楽曲構成
- 第1楽章 アレグロ・ヴィゴローソ　
ソナタ形式。
- 第2楽章 アダージョ・モルト・エ・トランクイロ。 
三部形式。トロンボーンによる序奏の後、チェロにより主部が提示される。
- 第3楽章 プレスト・ヴェローチェ　
スケルツォ楽章。
- 第4楽章 アレグロ・モデラート